# Schwarzer Haufen
Der Schwarze Haufen war ein Odenwälder Bauernheer während des Deutschen Bauernkrieges (1524–1526) unter der Führung von Florian Geyer.

## Geschichte
Der Schwarze Haufen zeichnete sich durch besondere militärische Ordnung und kriegerische Tüchtigkeit aus. An seiner Spitze stand der Edelmann Florian Geyer aus Giebelstadt. Er hatte den Trupp von etwa 100–200 Mann auf eigene Kosten unter anderem mit schwarzen Uniformen ausgerüstet, von denen sie ihren Namen bekamen.
Eine andere Abteilung unterstand dem Kommando des Ballenberger Gastwirtes Georg Metzler. Dieser Haufen, der sich das Evangelische Heer nannte, da er „das Wort Gottes zu handhaben und zu beschirmen“  dachte, brach am 1. April 1525 aus dem Odenwald in Richtung der Jagst auf, wo er das Kloster Schöntal eroberte, das mit seinen Vorräten zunächst die materiellen Grundlagen für weitere Aktionen sicherte.
Dort stießen weitere Bauernhaufen besonders aus dem Umland der Reichsstadt Hall (heute Schwäbisch Hall im Nordosten Baden-Württembergs), hinzu, die sich dem Aufstand der Bauern vor allem wegen der Predigt von Johannes Brenz nicht angeschlossen hatte. Weitere Bauern kamen beispielsweise aus Öhringen unter dem Kommando des früheren hohenlohischen Kanzlers Wendel Hipler oder aus dem Gebiet von Heilbronn unter Jäcklein Rohrbach, Gastwirt aus Böckingen, der allerdings durch besondere Gewalttätigkeit verrufen war.
Solcherart verstärkt, nannte sich das Bauernheer nunmehr Heller Haufe. Zu dieser Zeit betrug seine Stärke etwa 8.000 bis 10.000 Mann.
Der erste Schlag zielte auf die Grafen von Hohenlohe. Nach vergeblichen, nur auf Zeitgewinn gerichteten Verhandlungen der Grafen brach die Menge in Richtung Neuenstein auf. Stadt und Schloss fielen fast kampflos in die Hände der Bauern. Die Grafen lenkten ein und schworen als Bruder Georg und Bruder Albrecht auf die Memminger Zwölf Artikel, die Hauptforderungen der Bauern.
Ihrem Beispiel folgten auch andere Feudalherren. Die drei Hauptanführer führten nunmehr ihre Haufen in Richtung Mittlerer Neckar. In kleinen Städten wie Öhringen, Mergentheim und anderen trafen die Aufständischen auf keinen nennenswerten Widerstand. Der größte Teil der Einwohner trat zu ihnen über. Die wohlhabenden Einwohner der Freien Reichsstädte standen den Bauern eher abweisend gegenüber.
Das Vorgehen der Bauern war sehr oft von Fatalismus, Hass und Verbitterung motiviert. Es mangelte an straffer Organisation; der Weg des Haufens war von Brandschatzung und sinnloser Zerstörung begleitet. Die Schlösser von Öhringen und Mergentheim und mehrere reiche Klöster wurden in Brand gesteckt. Andererseits war das Verhalten der Bauern durch Respekt vor der Obrigkeit geprägt. So konnten sich die Grafen von Hohenlohe weigern, Kanonen, Pulver und Kugeln herauszugeben.
Der nächste Angriff richtete sich gegen die Stadt Weinsberg mit ihrem befestigten Schloss  (später "Weibertreu"), das Graf Ludwig Helferich von Helfenstein, ein Günstling Erzherzogs Ferdinand von Österreich, verteidigte. Er lehnte die Übergabe ab.
Die Erstürmung unter Beteiligung des – von einigen Quellen zum Führer stilisierten – Florian Geyer und des Schwarzen Haufens gelang am 16. April 1525 (Ostern) durch eine geöffnete Tür; unter den Verteidigern wurde ein Blutbad angerichtet. Hier kam es auch zu der berüchtigten Weinsberger Bluttat von Jäcklein Rohrbach, der seine gefangenen Adligen durch ein Bauerngericht zum Tod durch Spießrutenlaufen verurteilen ließ.
Unter dem Eindruck dieser Gewalttat nahm der gesamte Adel vom Odenwald bis zur schwäbischen Grenze die Gesetze der Bauern an. Auch die Grafen von Hohenlohe gaben nunmehr bereitwillig ihre Geschütze heraus.
Um den 18. April 1525 wendete sich der Schwarze Haufen mit dem ganzen Bauernheer Heilbronn zu. Sie plünderten das dort am Mönchsee gelegene Karmeliterkloster und drohten mit dem Ausreißen der Rebstöcke vor der Stadt und damit mit der Vernichtung der wirtschaftlichen Grundlage. Der Heilbronner Rat hatte zwar Missfallen an den Forderungen, wurde jedoch „durch das gemeine Pöbel genötigt“. Daher bedurfte es nicht einmal eines ernsthaften Angriffs, da die meisten Bürger der Stadt mit den Aufständischen sympathisierten und bereits ein Tor geöffnet hatten. Der Heilbronner Prediger und Reformator Johann Lachmann richtete vergebens drei Briefe an die Bauern, auch wurde der Ruf nach Hilfe beim Pfalzgrafen und beim Schwäbischen Bund nicht sofort erwidert.
Der Rat der Stadt ließ vier Bauernführer in die Stadt ein, die ihre Forderungen vorbrachten. Sie setzten durch, dass am 19. April 1525 ein kleiner Teil des Bauernheeres (200 Mann) in die Stadt kommen konnte, um die Geistlichen und die Deutschherren zu „strafen“. Auch die feierliche Verbrüderung des Rats mit den Bauern schützte freilich die Stadt nicht vor dieser Plünderung.
Beim Auszug der Bauern am 20. April 1525 schloss sich eine Schar Heilbronner Bürger als Freifähnlein dem Bauernheer an. Der Umstand, dass es ohne Farben und Wappen der Stadt mit den Bauern durchs Land zog, bot später dem Rat die Möglichkeit, alle Verantwortung für dieses Fähnlein von sich abzuwälzen.
Während ein befestigter Ort nach dem anderen in die Hände des Bauernheeres fiel, machte sich durch Erfolge sowie das Vorhandensein von Nahrung und Wein ein Mangel an Disziplin und Ordnung bemerkbar. Daher wählten die Anführer eine allseits anerkannte Persönlichkeit, den Ritter Götz von Berlichingen, den Ritter „mit der eisernen Hand“, zum obersten Feldhauptmann. Dieser nahm jedoch nur unter Zögern und nur auf kurze Zeit das Kommando an.
Die Konflikte mit Florian Geyer führten dazu, dass er den Hellen Haufen verließ und sich dem Fränkischen Heer anschloss, einem anderen Haufen aufständischer Bauern, dessen Kern der so genannte Tauberhaufen war. Zahlreiche Schlösser und Klöster wurden zerstört. Mit dem Fränkischen Heer nahm der Schwarze Haufen am 6. Mai 1525 am Sturm auf Würzburg teil, der nur teilweise gelang, weil die beherrschende Feste Marienberg (Burg Frauenberg) auf dem gegenüberliegenden Mainufer nicht erobert werden konnte. Daran änderte sich auch nichts, als Götz von Berlichingen mit dem Hellen lichten Haufen, wie er mittlerweile genannt wurde, zur Unterstützung eintraf. Nach mehrtägiger Belagerung versuchten die Bauern die Festung am 15. Mai 1525 zu stürmen, noch bevor der Belagerungsring vollständig geschlossen war. Der Sturm wurde durch die Truppen des zuvor nach Heidelberg geflohenen Bischofs von Würzburg zurückgeschlagen. Von den über 400 Toten oder Verwundeten stammten viele aus dem Reihen des Haufens von Florian Geyer.
Wegen der Namensgleichheit mit der Festung bei Würzburg ist aus Chroniken nicht sicher nachweisbar, ob der Schwarze Haufen auch an der Belagerung des Benediktinerklosters Frauenberg bei Fulda teilnahm. Dieses war im 14. Jahrhundert mit Festungswerken umgeben worden, die jedoch dem Bauernheer nicht lange widerstanden. Es wurde am Dienstag nach Ostern (18. April 1525) geplündert und derart zerstört, dass es erst nach über 100 Jahren wieder nutzbar war. Da sich der Schwarze Haufen an diesem Tag im Raum Weinsberg befand, ist seine Teilnahme an den Ereignissen in Fulda jedoch ausgeschlossen.
Sodann wandte sich der Schwarze Haufen nach Rothenburg ob der Tauber, durch das Verhandlungsgeschick Florian Geyers wurde die Stadt zur Verbrüderung mit den Bauern gebracht.
Während Geyer weiter mit verschiedenen niederfränkischen Fürsten und Städten verhandelte, änderte sich die militärische Lage: Waren den Bauern bisher im Wesentlichen schwache und unorganisierte Kräfte gegenübergetreten, deren Führer obendrein das Bauernheer unterschätzt hatten, so erschien mit dem Heer des Schwäbischen Bundes unter dem gewalttätigen Truchseß von Waldburg eine ernstzunehmende militärische Führungsperson auf dem Kriegsschauplatz.
So kamen die Odenwälder Haufen in Bedrängnis, und das Fränkische Heer, zu diesem Zeitpunkt über 4.000 Mann stark, kehrte sich wieder gegen Würzburg. Auf dem Wege dorthin traf es am 4. Juni 1525 nahe Sulzdorf und Ingolstadt (beide heute Giebelstadt) auf das Bundesheer, eine starke, gut gerüstete und ausgebildete, straff organisierte und von erprobten Befehlshabern geführte militärische Macht. Die Bauern bildeten eine Wagenburg, gerieten aber bald in Panik und suchten sich auf das offene Feld zu retten. Nach kurzem Kampf brach das Bauernheer zusammen, die Flucht führte zu seiner katastrophalen Auflösung, 4.000 Bauern sollen in einer Stunde erschlagen worden sein.
Allein der Schwarze Haufen hielt Disziplin und ca. 600 Mann zogen sich zum Dorf Ingolstadt zurück, von denen etwa 200 in den befestigten Kirchhof gelangten und dort in zähem Kampf den Reisigen des Bundesheeres standhielten. Andere Bauern verschanzten sich in der Ruine des Schlosses und deckten vorübergehend die Flucht der überlebenden Bauern. Die Bauern im Kirchhof wurden durch Feuerbrände angegriffen, auf die Mauern des Schlosses wurden Geschütze gerichtet. Nur wenige überlebten.
Anschließend schlugen sich rund 200 Mann zu den Gaildorfer Bauern durch, die wieder eine Stärke von 7.000 Mann erlangt hatten. Durch die schlechten Nachrichten demoralisiert, löste sich der Haufen bald auf.
Florian Geyer wurde in der Nacht vom 9. auf den 10. Juni 1525 im Kampf mit Knechten seines Schwagers Wilhelm von Grumbach im Gramschatzer Wald bei Würzburg getötet.

## Rezeption
Die Taten des Schwarzen Haufens und insbesondere des Florian Geyer wurden im Laufe der Zeit zunehmend verherrlicht und besonders während der deutschen Romantik regelrecht glorifiziert. In diesem Zusammenhang ist das Lied Wir sind des Geyers schwarzer Haufen zu sehen, das an die Forderungen und die Rhetorik der Bauern des 16. Jahrhunderts angelehnt ist. Der Text ist nach dem Ersten Weltkrieg in Kreisen der Jugendbewegung unter Verwendung von Textteilen des Gedichtes Ich bin der arme Kunrad von Heinrich von Reder (1885), die Melodie von Fritz Sotke 1919 entstanden. Später wurde es auch als moralische Rechtfertigung für revolutionäre Veränderungen benutzt und gehörte zum Schulstoff in den Polytechnischen Oberschulen der DDR. Es gehörte aber auch beispielsweise zum Liedgut der SS. Das Volkskunstensemble des Astrawerke wurde nach Florian Geyer benannt.